# Superliga 2022-23
La Lliga moldava de futbol 2022-23, també coneguda com a Superliga, fou la 32a edició de la primera divisió moldava de futbol. El torneig l'organitzà la Federació Moldava de Futbol (FMF). El FC Sheriff Tiraspol n'era el campió vigent.

## Participants
| Equip            | Lloc           | Estadi               | Capacitat |
| ---------------- | -------------- | -------------------- | --------- |
| Bălți            | Bălți          | Municipal (Bălți)    | 5.953     |
| Dacia Buiucani   | Chișinău       | Zimbru-2             | 1.500     |
| Dinamo-Auto      | Tiraspol       | Dinamo-Auto          | 1.300     |
| Milsami          | Orhei          | CDD de Orhei         | 2.539     |
| Petrocub         | Sărata-Galbenă | Municipal (Hîncești) | 1.500     |
| Sfîntul Gheorghe | Suruceni       | Municipal (Suruceni) | 1.500     |
| Sheriff          | Tiraspol       | Sheriff              | 12.746    |
| Zimbru           | Chișinău       | Zimbru               | 10.400    |

## Fase I
| Pos | Equip            | PJ | PG | PE | PP | GF | GC | DG  | Pts | Classificació o descens |
| --- | ---------------- | -- | -- | -- | -- | -- | -- | --- | --- | ----------------------- |
| 1   | Sheriff          | 14 | 10 | 3  | 1  | 24 | 6  | +18 | 33  | Fase II                 |
| 2   | Petrocub         | 14 | 8  | 3  | 3  | 20 | 11 | +9  | 27  | Fase II                 |
| 3   | Zimbru           | 14 | 4  | 7  | 3  | 17 | 17 | 0   | 19  | Fase II                 |
| 4   | Sfîntul Gheorghe | 14 | 6  | 1  | 7  | 18 | 22 | −4  | 19  | Fase II                 |
| 5   | Milsami          | 14 | 4  | 5  | 5  | 12 | 14 | −2  | 17  | Fase II                 |
| 6   | Bălți            | 14 | 5  | 2  | 7  | 13 | 13 | 0   | 17  | Fase II                 |
| 7   | Dacia Buiucani   | 14 | 4  | 4  | 6  | 14 | 14 | 0   | 16  | Liga 1 Fase II          |
| 8   | Dinamo-Auto      | 14 | 1  | 3  | 10 | 5  | 26 | −21 | 0   | Liga 1 Fase II          |

1. ↑  El Dinamo-Auto va tenir 6 punts descomptats per arranjament de partits.[1]

## Fase II
| Pos | Equip            | PJ | PG | PE | PP | GF | GC | DG  | Pts | Classificació o descens                      |
| --- | ---------------- | -- | -- | -- | -- | -- | -- | --- | --- | -------------------------------------------- |
| 1   | Sheriff          | 10 | 7  | 3  | 0  | 15 | 3  | +12 | 24  | Primera Ronda de la Lliga de Campions        |
| 2   | Petrocub         | 10 | 6  | 3  | 1  | 16 | 6  | +10 | 21  | Segonda Ronda de la Lliga Europa Conferència |
| 3   | Zimbru           | 10 | 3  | 3  | 4  | 10 | 9  | +1  | 12  | Primera Ronda de la Lliga Europa Conferència |
| 4   | Milsami          | 10 | 3  | 2  | 5  | 10 | 16 | −6  | 11  | Primera Ronda de la Lliga Europa Conferència |
| 5   | Sfîntul Gheorghe | 10 | 1  | 4  | 5  | 4  | 13 | −9  | 7   |                                              |
| 6   | Bălți            | 10 | 0  | 5  | 5  | 5  | 13 | −8  | 5   |                                              |